# القرهود
القرهود (به عربی: القرهود) یک منطقهٔ مسکونی در امارات متحده عربی است که در دبی، امارات واقع شده است.